# Puzzle Bobble 3
Puzzle Bobble 3 (パズルボブル3?), también conocido como Bust-a-Move 3 en América del Norte y Europa, es un videojuego de Taito de tipo puzle aparecido originalmente como arcade en septiembre de 1996. Es la segunda secuela del videojuego Puzzle Bobble y la penúltima parte de la serie. Además del arcade, hubo versiones para PlayStation, Sega Saturn, Nintendo 64, Game Boy, Windows y PlayStation Network.
- Datos: Q784447